# Eddie Lawson
Eddie Ray Lawson, conegut com a Eddie Lawson   (Upland, 11 de març de 1958) és un antic pilot de motociclisme nord-americà que va ser quatre vegades campió del món de 500cc durant la dècada del 1980. Va ser el primer a guanyar dos campionats del món seguits d'aquesta categoria amb motos de fabricants diferents. La seva regularitat i seguretat en cursa (no queia mai i acabava constantment en posició de punts) li van valer el sobrenom de Steady Eddie ("Eddie l'estable, el consistent").
Després de la seva etapa motociclista, Lawson va dur a terme una breu carrera dins l'automobilisme participant en curses de monoplaces als Estats Units, primer al campionat Indy Lights i, més tard, al campionat CART. El 2005 va ser incorporat al Saló de la Fama de MotoGP.

## Biografia
Nascut a Upland, Lawson va debutar en competicions de motociclisme en pista al sud de Califòrnia. Quan es va fer cada cop més difícil trobar motos capaces de competir amb les Harley-Davidson, molt superiors, va girar l'atenció a les curses de velocitat. El 1979 va acabar la temporada com a subcampió darrere de Freddie Spencer al Campionat AMA de velocitat en la cilindrada de 250cc. Tot seguit, va entrar a l'equip Kawasaki Superbike, amb el qual va guanyar el Campionat AMA de Superbike els anys 1981 i 1982 i el Campionat AMA de velocitat 250cc els anys 1980 i 1981.

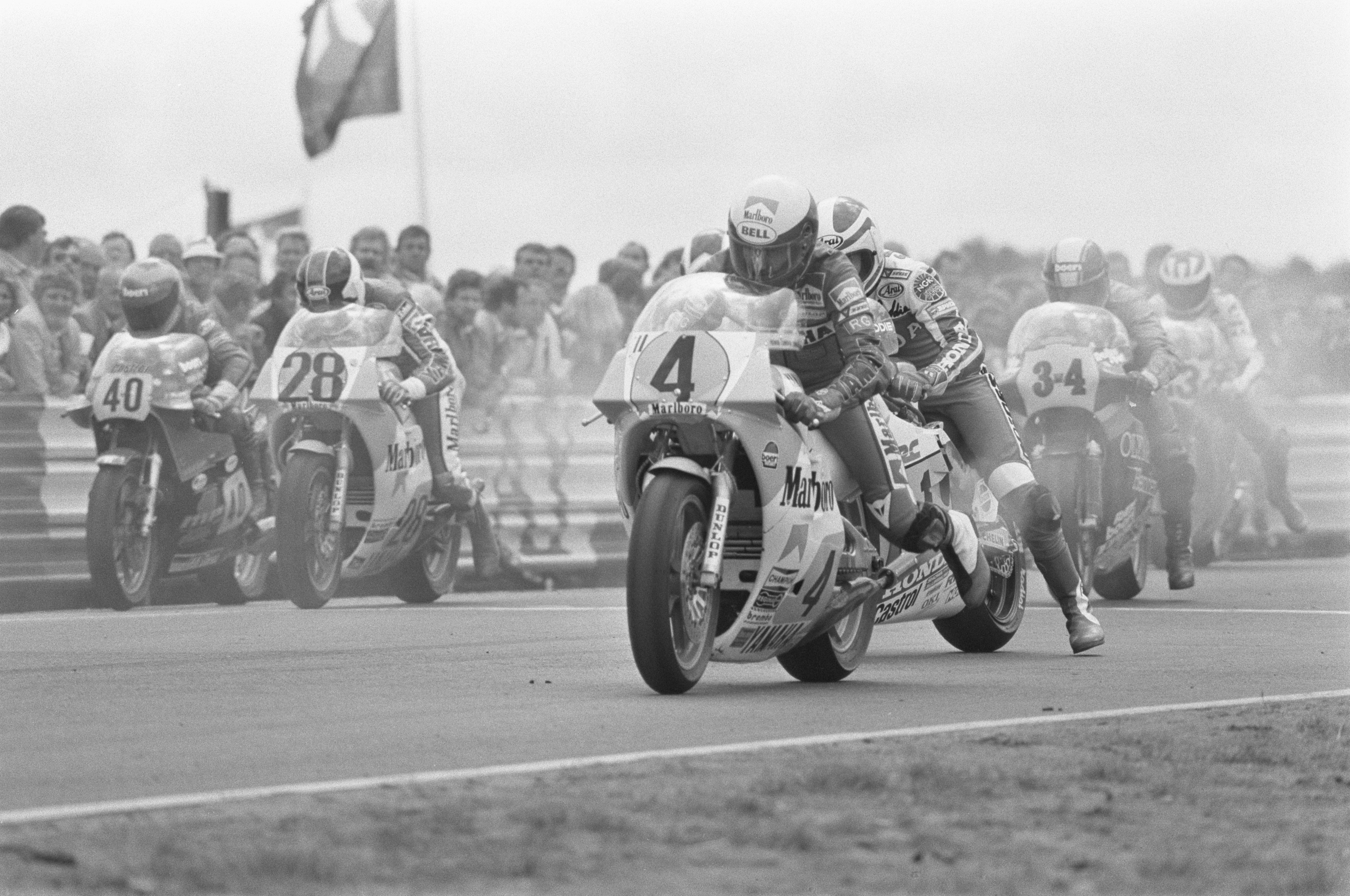
Lawson (4) davant de Freddie Spencer (1) a la sortida del Dutch TT de 1984

De cara a la temporada 1983, Lawson va acceptar una oferta de Yamaha per a disputar el mundial de 500cc com a company de Kenny Roberts a l'equip Marlboro Yamaha, dirigit per Giacomo Agostini. Allà va passar la temporada adaptant-se al nou món, per a ell, dels Grans Premis. Va acabar el mundial en quarta posició final. El 1984 va començar a guanyar regularment i finalment va guanyar el seu primer Campionat del Món de 500cc, el primer dels quatre que va arribar a guanyar.
El 1985 va guanyar la prestigiosa cursa de pretemporada Imola 200 i va acabar el mundial com a subcampió darrere de Freddie Spencer. Lawson va començar la temporada de 1986 guanyant la Daytona 200 de forma incontestable (fou la primera victòria de Yamaha en una cursa de l'AMA Superbike); va guanyar-ne fàcilment la cursa de qualificació i després va obtenir la pole position amb rècord del circuit inclòs. Un cop a la cursa, després d'avançar els primers líders Wayne Rainey i Kevin Schwantz, va guanyar amb un temps total d'una hora, 54 minuts i 49,656 segons, a una mitjana de 106,030 mph, amb la qual cosa va batre el rècord de la cursa que havia establert l'any anterior Freddie Spencer amb més de tres minuts de diferència.
Després de guanyar dos campionats del món de 500cc més amb Yamaha el 1986 i el 1988, Lawson va sorprendre tothom anunciant que deixava la marca per a signar amb l'equip Rothmans Honda com a company d'equip del seu màxim rival, el campió del món de 1987, Wayne Gardner. En canviar d'equip, Lawson també va complir el seu desig de treballar amb Erv Kanemoto. Després que Gardner es trenqués la cama en una caiguda al tercer Gran Premi de la temporada, a Laguna Seca, Lawson va guanyar el títol de 1989 per a Honda, esdevenint el primer a guanyar campionats consecutius amb motos de diferents fabricants abans que Valentino Rossi ho tornés a fer el 2004 (l'italià va canviar d'Honda a Yamaha). A més a més, Lawson fou el quart pilot d'un equip secundari (no pròpiament de fàbrica) a guanyar el títol mundial de la classe reina abans que Valentino Rossi ho tornés a fer el 2001, dotze anys després. A Honda, Lawson va ajudar a desenvolupar el xassís de la NSR500, que fins aquell moment s'havia mostrat bastant crític. La temporada següent, però, va tornar a Yamaha.
Després d'una temporada de 1990 poc reeixida, va canviar a Cagiva el 1991 i l'any següent va obtenir la seva darrera victòria (també va ser la primera victòria de Cagiva després de 10 anys de participar als Grans Premis). En fer-ho, es va unir al restringit grup de grans pilots que han aconseguit guanyar curses de la classe reina amb tres fabricants diferents, al costat de Mike Hailwood (Norton, MV Agusta i Honda), Randy Mamola (Suzuki, Honda i Yamaha) i Loris Capirossi (Yamaha, Honda i Ducati) i va silenciar definitivament els crítics que pensaven que Lawson no tindria èxit fora de l'equip de fàbrica Marlboro Yamaha.

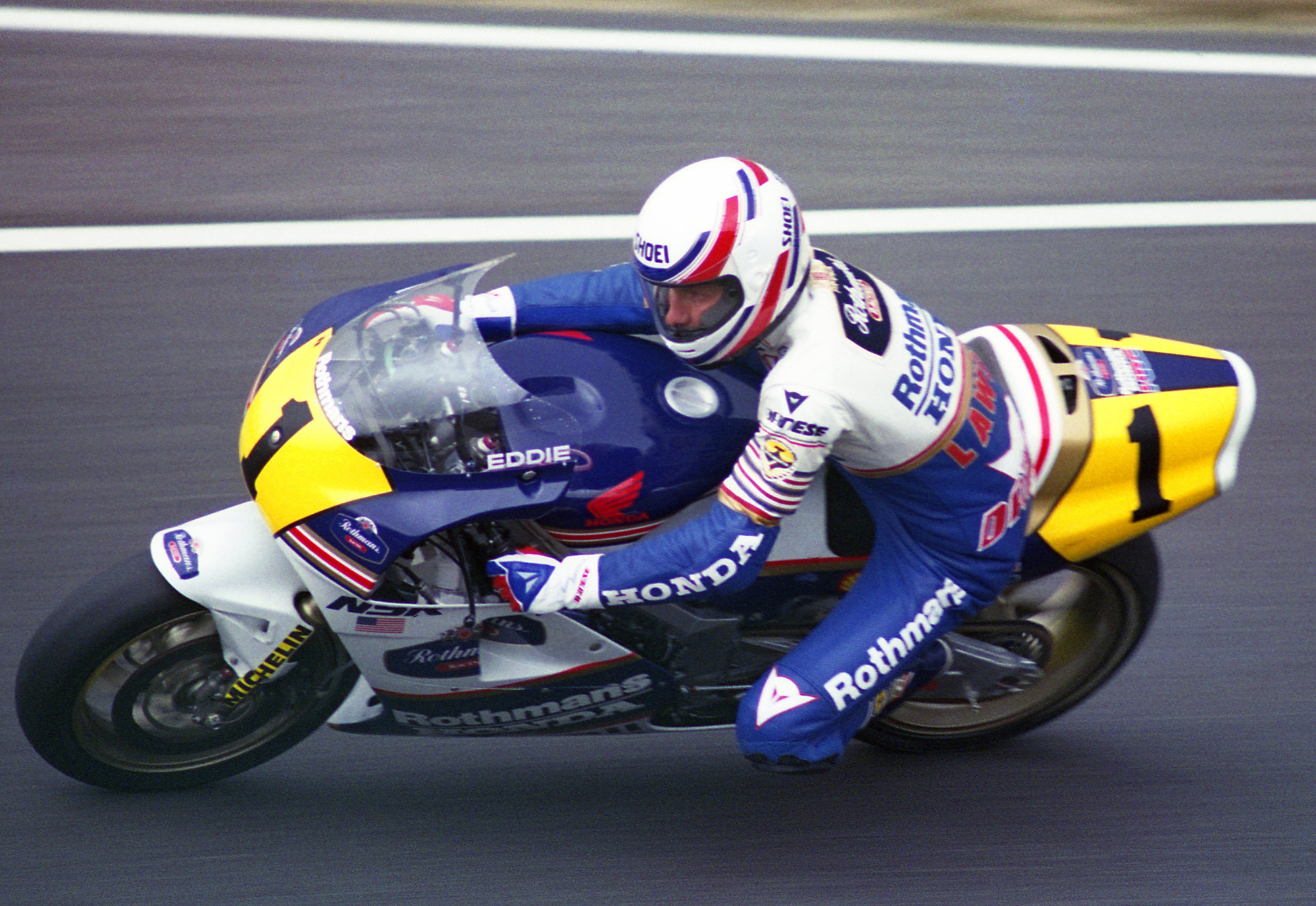
Lawson amb l'Honda NSR500 el 1989

A banda, els anys 1983 i 1985 va guanyar la cursa ABC Superbikers de Carlsbad, una prova que enfrontava els millors pilots de diverses disciplines en un recorregut combinat de terra i asfalt (una mena de Supermotard). Va guanyar la prova amb una Yamaha YZ 490 de fàbrica preparada especialment. El 1990 va guanyar les 8 Hores de Suzuka amb una Yamaha FZR750R fent parella amb el seu company d'equip Tadahiko Taira.
Al moment de la seva retirada dels Grans Premis, a començaments de la dècada del 1990, Lawson ocupava el tercer lloc a la llista de guanyadors de Grans Premis en la categoria de MotoGP (coneguda aleshores com a 500cc), amb 31. El 1993 va abandonar momentàniament el seu retir per a guanyar la seva segona Daytona 200.

### Automobilisme
Retirat de les curses de motocicletes, Lawson va encetar una carrera dins l'automobilisme als Estats Units competint a la Indy Lights i, més tard, a la CART. A la temporada de 1996 de la IndyCar, Lawson va córrer en 11 curses en què els seus millors resultats van ser dos sisens llocs (a la U.S. 500 i al Detroit Indy Grand Prix).
La passió per la velocitat de Lawson no ha minvat i a data de 2009 encara gaudia conduint superkarts de 250cc, sovint acompanyat del seu gran amic i rival Wayne Rainey (que corria amb un superkart adaptat a la seva lesió de columna), i curses vintage de cotxes històrics de Fórmula 1 amb un Walter Wolf Racing WR4.

## Distincions
- Incorporat al Motorcycle Hall of Fame el 1999.[3]
- Incorporat al Motorsports Hall of Fame of America[17] el 2002.
- Incorporat al Saló de la Fama de MotoGP el 2005.[5]

## Resultats al Mundial de motociclisme
Font:
Barem de puntuació de 1969 a 1987:
| Posició | 1  | 2  | 3  | 4 | 5 | 6 | 7 | 8 | 9 | 10 |
| Punts   | 15 | 12 | 10 | 8 | 6 | 5 | 4 | 3 | 2 | 1  |

Barem de puntuació de 1988 a 1991:
| Posició | 1  | 2  | 3  | 4  | 5  | 6  | 7 | 8 | 9 | 10 | 11 | 12 | 13 | 14 | 15 |
| Punts   | 20 | 17 | 15 | 13 | 11 | 10 | 9 | 8 | 7 | 6  | 5  | 4  | 3  | 2  | 1  |

Barem de puntuació de 1992:
| Posició | 1  | 2  | 3  | 4  | 5 | 6 | 7 | 8 | 9 | 10 |
| Punts   | 20 | 15 | 12 | 10 | 8 | 6 | 4 | 3 | 2 | 1  |

(Ids. Grans Premis | Llegenda) (Curses en negreta indiquen pole; curses en  itàlica indiquen volta ràpida)
| Any  | Categoria | Equip                    | Moto   | 1       | 2       | 3       | 4       | 5       | 6       | 7       | 8       | 9     | 10     | 11    | 12     | 13      | 14    | 15    | Punts | Posició | Victòries |
| ---- | --------- | ------------------------ | ------ | ------- | ------- | ------- | ------- | ------- | ------- | ------- | ------- | ----- | ------ | ----- | ------ | ------- | ----- | ----- | ----- | ------- | --------- |
| 1983 | 500cc     | Marlboro Agostini Yamaha | YZR500 | RSA 8   | FRA NC  | NAT 3   | GER 9   | ESP 6   | AUT 2   | YUG 3   | DTT 5   | BEL 5 | GBR 4  | SWE 5 | SM 3   |         |       |       | 78    | 4t      | 0         |
| 1984 | 500cc     | Marlboro Agostini Yamaha | YZR500 | RSA 1   | NAT 2   | ESP 1   | AUT 1   | GER 2   | FRA 2   | YUG 4   | DTT 3   | BEL 4 | GBR 2  | SWE 1 | SM 4   |         |       |       | 142   | 1r      | 4         |
| 1985 | 500cc     | Marlboro Agostini Yamaha | YZR500 | RSA 1   | ESP 2   | GER 4   | NAT 2   | AUT 2   | YUG 1   | DTT NC  | BEL 2   | FRA 4 | GBR 2  | SWE 2 | SM 1   |         |       |       | 133   | 2n      | 3         |
| 1986 | 500cc     | Marlboro Agostini Yamaha | YZR500 | ESP 2   | NAT 1   | GER 1   | AUT 1   | YUG 1   | DTT NC  | BEL 2   | FRA 1   | GBR 3 | SWE 1  | SM 1  |        |         |       |       | 139   | 1r      | 7         |
| 1987 | 500cc     | Marlboro Agostini Yamaha | YZR500 | JPN NC  | ESP 2   | GER 1   | NAT 2   | AUT NC  | YUG 3   | DTT 1   | FRA NC  | GBR 1 | SWE 2  | CSR 2 | SM 2   | POR 1   | BRA 2 | ARG 1 | 157   | 3r      | 5         |
| 1988 | 500cc     | Marlboro Agostini Yamaha | YZR500 | JPN 3   | USA 1   | ESP 2   | EXP 1   | NAT 1   | GER 4   | AUT 1   | DTT 2   | BEL 2 | YUG 10 | FRA 1 | GBR 6  | SWE 1   | CSR 2 | BRA 1 | 252   | 1r      | 7         |
| 1989 | 500cc     | Rothmans Kanemoto Honda  | NSR500 | JPN 3   | AUS 5   | USA 3   | ESP 1   | NAT NVC | GER 2   | AUT 2   | YUG 3   | DTT 2 | BEL 1  | FRA 1 | GBR 2  | SWE 1   | CSR 2 | BRA 2 | 228   | 1r      | 4         |
| 1990 | 500cc     | Marlboro Roberts Yamaha  | YZR500 | JPN Ret | USA NVC | ESP LES | NAT LES | GER LES | AUT LES | YUG LES | DTT 3   | BEL 3 | FRA 5  | GBR 3 | SWE 2  | CSR 3   | HUN 2 | AUS 4 | 118   | 7è      | 0         |
| 1991 | 500cc     | Cagiva Corse             | GP500  | JPN 6   | AUS 6   | USA 5   | ESP 6   | ITA 3   | GER 4   | AUT 5   | EUR Ret | DTT 4 | FRA 3  | GBR 6 | SM Ret | CSR 8   | VDM - | MAL - | 126   | 6è      | 0         |
| 1992 | 500cc     | Cagiva Corse             | GP500  | JPN 14  | AUS 6   | MAL Ret | ESP 11  | ITA 11  | EUR 6   | GER 6   | DTT Ret | HUN 1 | FRA 5  | GBR 4 | BRA 11 | RSA Ret |       |       | 56    | 9è      | 1         |